# Wahlsburg
Wahlsburg era un comune tedesco del Land dell'Assia, esistito dal 1971 al 2009.

## Storia
Il comune di Wahlsburg venne creato nel 1971 dalla fusione dei comuni di Lippoldsberg e Vernawahlshausen.
Il 1º gennaio 2020 il comune di Wahlsburg venne fuso con il limitrofo comune di Oberweser, formando il nuovo comune di Wesertal.